# Ioctan
Ioctan o Joktan (Lingua ebraica: יָקְטָן, trasl. Yoqṭān; in arabo قحطان‎?, trasl. Qaḥṭān) fu il secondo dei due figli di Eber (Genesi 10:25; 1 Cronache 1:19) menzionati nella Bibbia. Il significato del suo nome è "piccolo" o "piccolezza".
Nel Libro della Genesi si legge:
(10:25)
I figli di Ioctan, in base a Genesi 10:26-29, furono: Almodad, Selef, Asarmavet, Iera, Adoram, Uzal, Dicla, Obal, Abimael, Seba, Ofir, Avila e Iobab.
Nel racconto dello Pseudo-Filone (ca. 70), Ioctan fu dapprima principe sui figli di Sem, come Nimrod e Fenec erano stati principi sui figli di Cam e Jafet rispettivamente.
I popoli arabi erano costituiti da numerosi clan, tribù e sotto-tribù. Vari storici ricollegano i popoli dell'Arabia meridionale al biblico Ioctan. Tuttavia, i primi etnografi biblici, inclusi Giuseppe e Ippolito, identificano i figli di Ioctan coi popoli circostanti il bacino del fiume Indo. Secondo Meir Bar-Ilan i primi nomi sono effettivamente arabi, in Yemen, mentre Ophir sarebbe nei pressi di Bombay, Avila nella valle dell'Indo e Iobab potrebbe essere nei pressi di Kalicut, sulla costa meridionale dell'India (oggi Malabar).